# Colossendeis melancholicus
Colossendeis melancholicus is een zeespin uit de familie Colossendeidae. De soort behoort tot het geslacht Colossendeis. Colossendeis melancholicus werd in 1975 voor het eerst wetenschappelijk beschreven door Stock. 